# 2022年シックス・ネイションズ・チャンピオンシップ
2022年シックス・ネイションズ・チャンピオンシップは2022年2月5日から3月19日にかけて開催された23回目のシックス・ネイションズ・チャンピオンシップ

## 参加チーム
| チーム         | スタジアム                           | スタジアム | スタジアム   | ヘッドコーチ             | キャプテン               |
| チーム         | ホーム                               | 収容人数   | 場所         | ヘッドコーチ             | キャプテン               |
| -------------- | ------------------------------------ | ---------- | ------------ | ------------------------ | ------------------------ |
| イングランド   | トゥイッケナム・スタジアム           | 82,000     | ロンドン     | エディー・ジョーンズ     | トム・カリー 1           |
| フランス       | スタッド・ド・フランス               | 81,338     | サン＝ドニ   | ファビアン・ガルティエ 2 | アントワーヌ・デュポン   |
| アイルランド   | アビバ・スタジアム                   | 51,700     | ダブリン     | アンディ・ファレル       | ジョナサン・セクストン 3 |
| イタリア       | スタディオ・オリンピコ・ディ・ローマ | 73,261     | ローマ       | キーラン・クロウリー     | ミケーレ・ラマロ         |
| スコットランド | マレーフィールド・スタジアム         | 67,144     | エディンバラ | グレガー・タウンゼンド   | スチュアート・ホッグ     |
| ウェールズ     | ミレニアム・スタジアム               | 73,931     | カーディフ   | ウェイン・ピヴァック     | ダン・ビガー             |

1 当初オーウェン・ファレルがキャプテンの予定だったが怪我により不参加、最初の2試合をトム・カリーがキャプテンを務め、その後コートニー・ローズが務めた。

2 ファビアン・ガルティエは新型コロナウイルス陽性のためラファエル・イバネスがフランス対イタリア戦のヘッドコーチを務めた 。

3 ジョナサン・セクストンが第2節で棄権、ジェームズ・ライアンがキャプテンを務め、第3節以降はピーター・オマホニーが務めた。

## 結果
| 順位 | チーム         | 試合 | 試合 | 試合 | 試合 | 得点 | 得点 | 得点   | トライ | トライ   | ボーナスポイント | ボーナスポイント | ボーナスポイント | 勝ち点 |
| 順位 | チーム         | 試合 | 勝   | 分   | 負   | 得点 | 失点 | 得失点 | トライ | 被トライ | グランドスラム   | トライ           | 負け             | 勝ち点 |
| ---- | -------------- | ---- | ---- | ---- | ---- | ---- | ---- | ------ | ------ | -------- | ---------------- | ---------------- | ---------------- | ------ |
| 1    | フランス       | 5    | 5    | 0    | 0    | 141  | 73   | +68    | 17     | 7        | 3                | 2                | 0                | 25     |
| 2    | アイルランド   | 5    | 4    | 0    | 1    | 168  | 63   | +105   | 24     | 4        | 0                | 4                | 1                | 21     |
| 3    | イングランド   | 5    | 2    | 0    | 3    | 101  | 96   | +5     | 8      | 11       | 0                | 1                | 1                | 10     |
| 4    | スコットランド | 5    | 2    | 0    | 3    | 92   | 121  | −29    | 11     | 15       | 0                | 1                | 1                | 10     |
| 5    | ウェールズ     | 5    | 1    | 0    | 4    | 76   | 104  | −28    | 8      | 8        | 0                | 0                | 3                | 7      |
| 6    | イタリア       | 5    | 1    | 0    | 4    | 60   | 181  | −121   | 5      | 27       | 0                | 0                | 0                | 4      |

勝ち点の配分
- 勝利で4点
- 引き分けで2点
- 4トライ以上もしくは7点差以内での負けにボーナスポイント1点（4トライ以上で7点差以内での負けについては二重に加算）
- 全勝したチーム（グランドスラム）にボーナスポイント3点
- 勝ち点が同点の場合の取り扱い
  - 勝ち点が同点の場合は得失点差が少ないほうが上位
  - 得失点差も同じ場合はトライ数の多いほうが上位
  - トライ数も同数の場合は同順位。1位が複数の場合の場合は同時優勝

## 試合結果

### 第1節
| 2022年2月5日 14:15 WET (UTC+0) | (1 BP) アイルランド | 29–7 | ウェールズ | アビバ・スタジアム（ダブリン） 観客数: 51,700人 レフリー: ヤコ・ペイパー (南アフリカ共和国) |
| 2022年2月5日 14:15 WET (UTC+0) | レポート            |      |            | アビバ・スタジアム（ダブリン） 観客数: 51,700人 レフリー: ヤコ・ペイパー (南アフリカ共和国) |

| 2022年2月5日 16:45 GMT (UTC+0) | スコットランド | 20–17 | イングランド (1 BP) | マレーフィールド・スタジアム（エディンバラ） 観客数: 67,144人 レフリー: ベン・オキーフ (ニュージーランド) |
| 2022年2月5日 16:45 GMT (UTC+0) | レポート       |       |                     | マレーフィールド・スタジアム（エディンバラ） 観客数: 67,144人 レフリー: ベン・オキーフ (ニュージーランド) |

| 2022年2月6日 16:00 CET (UTC+1) | (1 BP) フランス | 37–10 | イタリア | スタッド・ド・フランス（サン＝ドニ） 観客数: 78,750人 レフリー: マイク・アダムソン (スコットランド) |
| 2022年2月6日 16:00 CET (UTC+1) | レポート        |       |          | スタッド・ド・フランス（サン＝ドニ） 観客数: 78,750人 レフリー: マイク・アダムソン (スコットランド) |

### 第2節
| 2022年2月12日 14:15 GMT (UTC+0) | ウェールズ | 20–17 | スコットランド (1 BP) | ミレニアム・スタジアム（カーディフ） 観客数: 73,782人 レフリー: ニック・ベリー (オーストラリア) |
| 2022年2月12日 14:15 GMT (UTC+0) | レポート   |       |                       | ミレニアム・スタジアム（カーディフ） 観客数: 73,782人 レフリー: ニック・ベリー (オーストラリア) |

| 2022年2月12日 17:45 CET (UTC+1) | フランス | 30–24 | アイルランド (1 BP) | スタッド・ド・フランス（サン＝ドニ） 観客数: 80,000人 レフリー: アンガス・ガードナー (オーストラリア) |
| 2022年2月12日 17:45 CET (UTC+1) | レポート |       |                     | スタッド・ド・フランス（サン＝ドニ） 観客数: 80,000人 レフリー: アンガス・ガードナー (オーストラリア) |

| 2022年2月13日 16:00 CET (UTC+1) | イタリア | 0–33 | イングランド (1 BP) | スタディオ・オリンピコ・ディ・ローマ（ローマ） 観客数: 29,015人 レフリー: デーモン・マーフィー (オーストラリア) |
| 2022年2月13日 16:00 CET (UTC+1) | レポート |      |                     | スタディオ・オリンピコ・ディ・ローマ（ローマ） 観客数: 29,015人 レフリー: デーモン・マーフィー (オーストラリア) |

### 第3節
| 2022年2月26日 14:15 GMT (UTC+0) | スコットランド | 17–36 | フランス (1 BP) | マレーフィールド・スタジアム（エディンバラ） 観客数: 67,144人 レフリー: カール・ディクソン (イングランド) |
| 2022年2月26日 14:15 GMT (UTC+0) | レポート       |       |                 | マレーフィールド・スタジアム（エディンバラ） 観客数: 67,144人 レフリー: カール・ディクソン (イングランド) |

| 2022年2月26日 16:45 GMT (UTC+0) | イングランド | 23–19 | ウェールズ (1 BP) | トゥイッケナム・スタジアム（ロンドン） 観客数: 81,621人 レフリー: マイク・アダムソン (スコットランド) |
| 2022年2月26日 16:45 GMT (UTC+0) | レポート     |       |                   | トゥイッケナム・スタジアム（ロンドン） 観客数: 81,621人 レフリー: マイク・アダムソン (スコットランド) |

| 2022年2月27日 15:00 WET (UTC+0) | (1 BP) アイルランド | 57–6 | イタリア | アビバ・スタジアム（ダブリン） 観客数: 51,000人 レフリー: ニカ・アマシュケリ (ジョージア) |
| 2022年2月27日 15:00 WET (UTC+0) | レポート            |      |          | アビバ・スタジアム（ダブリン） 観客数: 51,000人 レフリー: ニカ・アマシュケリ (ジョージア) |

### 第4節
| 2022年3月11日 20:00 GMT (UTC+0) | (1 BP) ウェールズ | 9–13 | フランス | ミレニアム・スタジアム（カーディフ） 観客数: 63,208人 レフリー: マシュー・カーリー (イングランド) |
| 2022年3月11日 20:00 GMT (UTC+0) | レポート          |      |          | ミレニアム・スタジアム（カーディフ） 観客数: 63,208人 レフリー: マシュー・カーリー (イングランド) |

| 2022年3月12日 15:15 CET (UTC+1) | イタリア | 22–33 | スコットランド (1 BP) | スタディオ・オリンピコ・ディ・ローマ（ローマ） 観客数: 41,214人 レフリー: ルーク・ピアース (イングランド) |
| 2022年3月12日 15:15 CET (UTC+1) | レポート |       |                       | スタディオ・オリンピコ・ディ・ローマ（ローマ） 観客数: 41,214人 レフリー: ルーク・ピアース (イングランド) |

| 2022年3月12日 16:45 GMT (UTC+0) | イングランド | 15–32 | アイルランド (1 BP) | トゥイッケナム・スタジアム（ロンドン） 観客数: 81,658人 レフリー: マシュー・レイナル (フランス) |
| 2022年3月12日 16:45 GMT (UTC+0) | レポート     |       |                     | トゥイッケナム・スタジアム（ロンドン） 観客数: 81,658人 レフリー: マシュー・レイナル (フランス) |

### 第5節
| 2022年3月19日 14:15 GMT (UTC+0) | (1 BP) ウェールズ | 21–22 | イタリア | ミレニアム・スタジアム（カーディフ） 観客数: 67,134人 レフリー: アンドリュー・ブライス (アイルランド) |
| 2022年3月19日 14:15 GMT (UTC+0) | レポート          |       |          | ミレニアム・スタジアム（カーディフ） 観客数: 67,134人 レフリー: アンドリュー・ブライス (アイルランド) |

| 2022年3月19日 16:45 WET (UTC+0) | (1 BP) アイルランド | 26–5 | スコットランド | アビバ・スタジアム（ダブリン） 観客数: 51,000人 レフリー: ウェイン・バーンズ (イングランド) |
| 2022年3月19日 16:45 WET (UTC+0) | レポート            |      |                | アビバ・スタジアム（ダブリン） 観客数: 51,000人 レフリー: ウェイン・バーンズ (イングランド) |

| 2022年3月19日 21:00 CET (UTC+1) | フランス | 25–13 | イングランド | スタッド・ド・フランス（サン＝ドニ） 観客数: 80,000人 レフリー: ヤコ・ペイパー (南アフリカ共和国) |
| 2022年3月19日 21:00 CET (UTC+1) | レポート |       |              | スタッド・ド・フランス（サン＝ドニ） 観客数: 80,000人 レフリー: ヤコ・ペイパー (南アフリカ共和国) |

## 個人成績
| 順位 | 名前                     | チーム         | 得点 |
| ---- | ------------------------ | -------------- | ---- |
| 1    | マーカス・スミス         | イングランド   | 71   |
| 2    | メルヴィン・ジャミネット | フランス       | 54   |
| 3    | ジョナサン・セクストン   | アイルランド   | 35   |
| 4    | ダン・ビガー             | ウェールズ     | 34   |
| 5    | フィン・ラッセル         | スコットランド | 33   |
| 6    | パオロ・ガルビシ         | イタリア       | 26   |
| 7    | ジョーイ・カーベリー     | アイルランド   | 18   |
| 8    | ジェームズ・ロウ         | アイルランド   | 15   |
| 8    | ダミアン・プノー         | フランス       | 15   |
| 8    | ギャビン・ヴィリエール   | フランス       | 15   |

| 順位 | 名前                           | チーム         | トライ |
| ---- | ------------------------------ | -------------- | ------ |
| 1    | ジェームズ・ロウ               | アイルランド   | 3      |
| 1    | ダミアン・プノー               | フランス       | 3      |
| 1    | ギャビン・ヴィリエール         | フランス       | 3      |
| 4    | ジョシュ・アダムス             | ウェールズ     | 2      |
| 4    | アンジェ・カプオッツォ         | イタリア       | 2      |
| 4    | アンドリュー・コンウェイ       | アイルランド   | 2      |
| 4    | アントワーヌ・デュポン         | フランス       | 2      |
| 4    | ガエル・フィクー               | フランス       | 2      |
| 4    | ジェイミー・ジョージ           | イングランド   | 2      |
| 4    | ジャミソン・ギブソン＝パーク   | アイルランド   | 2      |
| 4    | ダーシー・グレアム             | スコットランド | 2      |
| 4    | クリス・ハリス                 | スコットランド | 2      |
| 4    | アンソニー・ジェロンチ         | フランス       | 2      |
| 4    | マイケル・ローリー             | アイルランド   | 2      |
| 4    | マーカス・スミス               | イングランド   | 2      |
| 4    | ジョシュ・ファンダーフリーアー | アイルランド   | 2      |